# مركز هادامار للقتل الرحيم

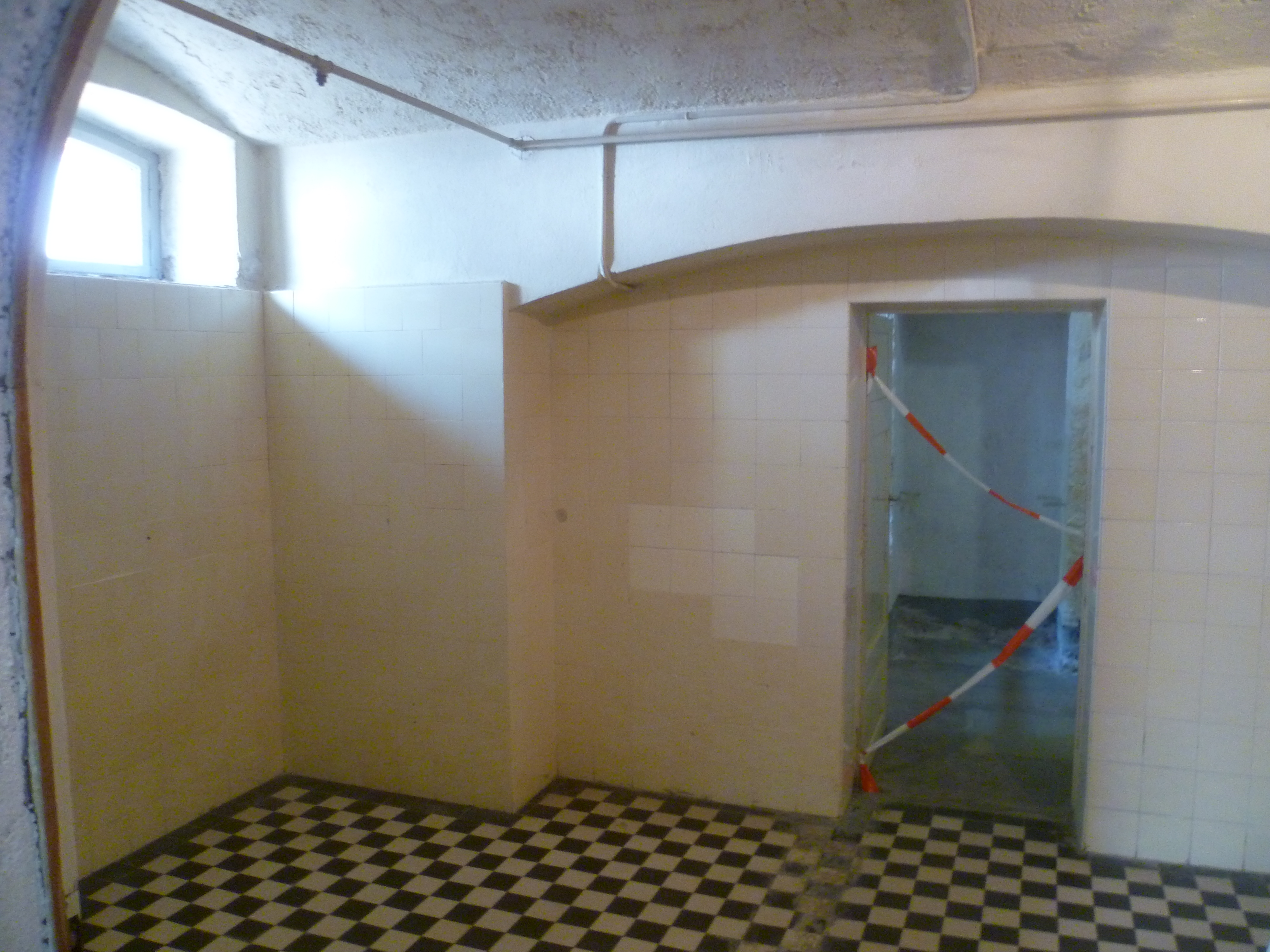
غرفة الغاز بمستشفى

مركز هادامار للقتل الرحيم هو مستشفى الأمراض النفسية يقع في بلدة هادامار الألمانية بالقرب من ليمبورغ في هيسن من عام 1941 إلى عام 1945.
اعتبارًا من عام 1939، استخدم النازيون هذا الموقع كواحد من ستة مواقع لبرنامج أكتيون تي4 للقتل الرحيم، الذي أجرى عمليات تعقيم جماعي وقتل جماعي لأعضاء «غير مرغوب فيهم» في المجتمع الألماني، وعلى وجه التحديد أولئك الذين يعانون من إعاقات جسدية وعقلية. في المجموع، قُتل ما يقدر بنحو 200،000 شخص في هذه المرافق، بما في ذلك الآلاف من الأطفال. كانت هذه الإجراءات تتماشى مع أفكار تحسين النسل حول النقاء العنصري التي طورها الأيديولوجيون الألمان. بينما انتهى البرنامج رسميًا في عام 1941 ، استمر البرنامج حتى استسلام ألمانيا في عام 1945. تم نقل ما يقرب من 15000 مواطن ألماني إلى المستشفى وتوفي هناك، معظمهم قتلوا في غرفة الغاز.  بالإضافة إلى ذلك ، قتل المئات من عمال السخرة من بولندا ودول أخرى احتلها النازيون هناك.
وقعت هادامار ومستشفاها داخل منطقة الاحتلال الأمريكية بعد الحرب. من 8 إلى 15 أكتوبر 1945، أجرت القوات الأمريكية محاكمة هادامار، وهي أول محاكمة جماعية للفظائع في السنوات التي تلت الحرب العالمية الثانية. قاموا بمحاكمة الأطباء والموظفين بتهمة قتل مواطنين من دول حليفة ، أي عمال السخرة من بولندا وبلدان أخرى. كان للولايات المتحدة الولاية القضائية على هذه الجرائم بموجب القانون الدولي. أدين عدة أشخاص وأعدموا بسبب هذه الجرائم. بعد إعادة بناء المحاكم الألمانية تحت الاحتلال ، في عام 1946 ، حوكم الألمان طبيبا وممرضة بتهمة قتل ما يقرب من 15000 مواطن ألماني في المستشفى. وقد أدين كلاهما.

## عمليات

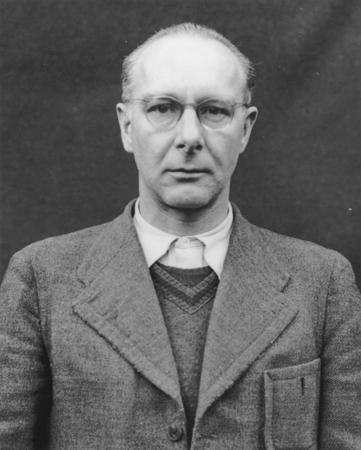
فيكتور براك، منظم برنامج T4

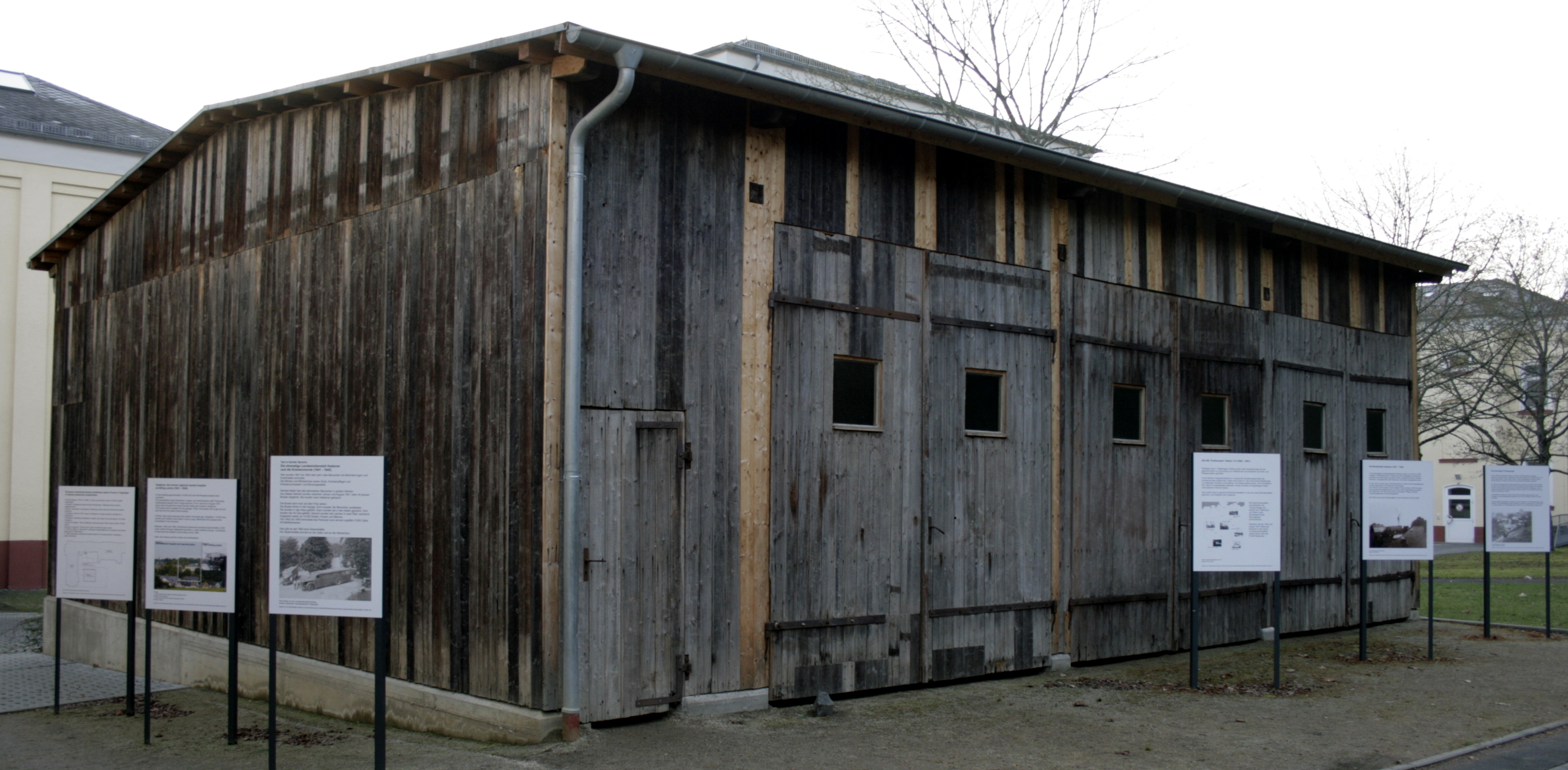
مرآب "الحافلات الرمادية"

منذ أواخر القرن التاسع عشر، كان الأطباء والعلماء يطورون نظريات النقاء العنصري القائمة على تحسين النسل، وهو مفهوم شائع في ذلك الوقت تطور من عدة تخصصات بما في ذلك التاريخ الاجتماعي وعلم الأحياء والأنثروبولوجيا وعلم الوراثة. كما أوضح Weindling (1989) ، كانت هناك العديد من الحركات في ألمانيا منذ نهاية الحرب العالمية الأولى المعنية بـ`` انحطاط '' النقاء العنصري الألماني الذي توج بتأسيس معهد قيصر فيلهلم للأنثروبولوجيا والوراثة البشرية وعلم تحسين النسل في عام 1927 .  على الرغم من أنه كانت هناك مطالب منذ أوائل عشرينيات القرن العشرين بتشريع حول التعقيم والقتل الرحيم، تم رفض هذه الطلبات لأنه كان يعتقد أن تحسين النسل الإيجابي كان أكثر تمثيلًا للهياكل السياسية في فايمار والاحتياجات الاجتماعية للأمة. انتهى هذا النهج في عام 1933 بعد صعود النازيين في ألمانيا.